# 糟屋郡
- 令制国一覧 > 西海道 > 筑前国 > 糟屋郡
- 日本 > 九州地方 > 福岡県 > 糟屋郡

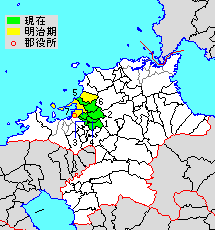
福岡県糟屋郡の位置（1.宇美町 2.篠栗町 3.志免町 4.須恵町 5.新宮町 6.久山町 7.粕屋町）

糟屋郡（かすやぐん）は、福岡県（筑前国）の郡。
常用漢字でなくかつ表外漢字字体でもない「糟」の代わりに「粕」を使い、「粕屋郡」と表記されることがある。
人口233,481人、面積164.64km²、人口密度1,418人/km²。（2025年6月1日、推計人口）
以下の7町を含む。
- 宇美町（うみまち）
- 篠栗町（ささぐりまち）
- 志免町（しめまち）
- 須恵町（すえまち）
- 新宮町（しんぐうまち）
- 久山町（ひさやままち）
- 粕屋町（かすやまち）

糟屋郡と粕屋町では「かす」の漢字が異なっている。

## 郡域
1878年（明治11年）に行政区画として発足した当時の郡域は、上記7町のほか、下記の区域にあたる。
- 福岡市
  - 東区の大部分（馬出・東浜・西戸崎・大岳・志賀島・勝馬・弘を除く）
- 古賀市の全域

## 概要
郡名の由来は不明だが、その歴史は古く、京都の妙心寺の国宝梵鐘には「戊戌年四月十三日壬寅収糟屋評造舂米連廣國鋳鍾」という銘があり、戊戌年、西暦698年に舂米連広国（つきしねのむらじひろくに）という糟屋評（こおり）の長官であった人物がこの鐘を鋳造させたことが記されている。その後も、『筑前国風土記』（逸文、713）、『日本書紀』（720）、『延喜式』（927）、『和名抄』（931–938）に一貫して「糟屋」という文字で現れる。『日本書紀』に記された磐井の乱の経緯が史実ならば、大和朝廷に筑紫君葛子が糟屋の屯倉を献上したのは528年となる。 『和名抄』によれば10世紀当時糟屋郡には香椎郷（カスヒ）・志阿郷（志珂の誤りか）・厨戸郷・大村郷（オホムラ）・池田郷・阿雲郷（阿曇の誤りか）・柞原郷（クハラ）・勢門郷（セト）・敷梨郷の9郷が存在した。 
福岡藩時代およびそれ以前より1889年（明治22年）に町村制が施行されるまでは、糟屋郡北部は裏糟屋郡、南部は表糟屋郡に分けて支配されていた。 
郡域南部には粕屋炭田と呼ばれる炭田が広がっており、明治以降石炭産業で栄えたが、1960年代にエネルギー源が石炭から石油へ移行したため郡内の炭鉱はすべて閉山し、人口・産業などの面で衰退した。その後、隣接する福岡市の発展により、ベッドタウンとして人口が増加に転じた。
2005年4月1日、それまで日本の郡の中で最も人口が多かった愛知県海部郡のうち4町村が愛西市として市制施行したことで、日本で一番人口の多い郡となった。粕屋町・志免町・篠栗町は同年までの5年間の人口増加率が県内1 - 3位である。
2007年1月29日、新宮町をのぞく6町の間で「合併研究会事務局」を開設。4月以降に任意合併協議会を発足し、同年12月をめどに法定合併協議会へ移行した。2010年2月の合併を目指してきたが、具体的な話は進んでいない。

## 歴史

### 古代

#### 式内社
『延喜式』神名帳に記される郡内の式内社。
| 神名帳             | 神名帳        | 神名帳   | 神名帳 | 比定社     | 比定社                 | 比定社 | 集成 |
| 社名               | 読み          | 格       | 付記   | 社名       | 所在地                 | 備考   | 集成 |
| ------------------ | ------------- | -------- | ------ | ---------- | ---------------------- | ------ | ---- |
| 糟屋郡 3座（並大） |               |          |        |            |                        |        |      |
| 志加海神社 三座    | -ウミノ -アマ | 並名神大 |        | 志賀海神社 | 福岡県福岡市東区志賀島 |        |      |
| 凡例を表示         |               |          |        |            |                        |        |      |

### 近世以降の沿革
- 明治初年時点では全域が筑前福岡藩領であった。「旧高旧領取調帳」に記載されている明治初年時点での村は以下の通り。（86村）

久原村、蒲田村、萩尾村、猪野村、山田村、上山田村、大隈村、和田村、津波黒村、高田村、金出村、名子村、田中村、篠栗村、尾仲村、乙犬村、若杉村、江辻村、旅石村、植木村、本合村、酒殿村、仲原村、上仲原村、佐谷村、障子岳村、宇美村、炭焼村、四王寺村、田富村、吉原村、南里村、新原村、志免村、井野村、上須恵村、須恵村、箱崎村、内橋村、戸原村、土井村、多田羅村、松崎村、名島村、阿恵村、新長者原村、別府村、御手洗村、原町村、津屋村、柚須村、八田村、浜男村、香椎村、下原村、唐原村、三苫村、三代村、湊村、上和白村、下和白村、原上村、小竹村、立花口村、下府村、上府村、奈多村、庄村、古賀村、鹿部村、青柳村、青柳町、川原村、今在家村、筵内村、久保村、新原村、薦野村、米多比村、薬王寺村、谷山村、小山田村、的野村、相之島村、塩浜村、新宮村
- 明治4年7月14日（1871年8月29日） - 廃藩置県により福岡県の管轄となる。
- 明治初年 - 上仲原村が仲原村に合併。（85村）
- 明治8年（1875年）
  - 上山田村が山田村に、障子岳村が宇美村にそれぞれ合併。（83村）
  - 明治11年までの間に本合村が上木村に合併。（82村）
- 明治11年（1878年）11月1日 - 郡区町村編制法の福岡県での施行により、行政区画としての糟屋郡が発足。郡役所が箱崎村に設置。
- 明治13年（1880年） - 那珂郡志賀島村・勝馬村の所属郡が本郡に変更。（84村）

### 町村制以降の沿革

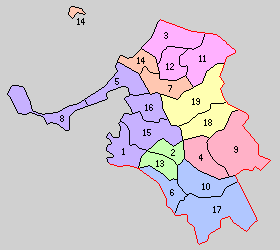
1.箱崎町 2.大川村 3.席内村 4.勢門村 5.和白村 6.志免村 7.立花村 8.志賀島村 9.篠栗村 10.須恵村 11.小野村 12.青柳村 13.仲原村 14.新宮村 15.多々良村 16.香椎村 17.宇美村 18.久原村 19.山田村（紫：福岡市 桃：古賀市 赤：篠栗町 橙：新宮町 黄：久山町 緑：粕屋町 青：合併なし）

- 明治22年（1889年）4月1日 - 町村制の施行により、以下の町村が発足。（1町18村）
  - 箱崎町 ← 箱崎村、席田郡下臼井村［字出作］（現・福岡市）
  - 大川村 ← 戸原村、新長者原村、内橋村、江辻村、大隈村（現・粕屋町）
  - 席内村 ← 莚内村、久保村、庄村、古賀村、鹿部村（現・古賀市）
  - 勢門村 ← 乙犬村、尾仲村、若杉村、田中村、和田村、津波黒村（現・篠栗町）
  - 和白村 ← 三苫村、塩浜村、上和白村、下和白村、奈多村（現・福岡市）
  - 志免村 ← 南里村、志免村、田富村、吉原村、別府村、御手洗村（現・志免町）
  - 立花村 ← 原上村、三代村、立花口村、的野村（現・新宮町）
  - 志賀島村 ← 志賀島村、勝馬村（現・福岡市）
  - 篠栗村 ← 篠栗村、金出村、萩尾村、高田村（現・篠栗町）
  - 須恵村 ← 新原村、佐谷村、上須恵村、須恵村、旅石村、植木村（現・須恵町）
  - 小野村 ← 谷山村、小山田村、薬王寺村、薦野村、米多比村（現・古賀市）
  - 青柳村 ← 青柳村、小竹村、青柳町、川原村、今在家村、新原村（現・古賀市）
  - 仲原村 ← 仲原村、原町村、阿恵村、柚須村、酒殿村（現・粕屋町）
  - 新宮村 ← 下府村、上府村、新宮村、湊村、相之島村（現・新宮町）
  - 多々良村 ← 蒲田村、名子村、八田村、土井村、津屋村、多田羅村、松崎村、名島村（現・福岡市）
  - 香椎村 ← 香椎村、浜男村、唐原村、下原村（現・福岡市）
  - 宇美村 ← 宇美村、炭焼村、四王寺村、井野村（現・宇美町）
  - 久原村（単独村制。現・久山町）
  - 山田村 ← 山田村、猪野村（現・久山町）
- 明治29年（1896年）7月1日 - 郡制を施行。
- 大正9年（1920年）10月20日 - 宇美村が町制施行して宇美町となる。（2町17村）
- 大正12年（1923年）4月1日 - 郡会が廃止。郡役所は存続。
- 大正15年（1926年）7月1日 - 郡役所が廃止。以降は地域区分名称となる。
- 昭和2年（1927年）1月1日 - 篠栗村が町制施行して篠栗町となる。（3町16村）
- 昭和13年（1938年）4月17日 - 席内村が町制施行・改称して古賀町となる。（4町15村）
- 昭和14年（1939年）4月17日 - 志免村が町制施行して志免町となる。（5町14村）
- 昭和15年（1940年）12月27日 - 箱崎町が福岡市に編入。（4町14村）
- 昭和18年（1943年）2月11日 - 香椎村が町制施行して香椎町となる。（5町13村）
- 昭和25年（1950年）4月1日 - 多々良村が町制施行して多々良町となる。（6町12村）
- 昭和28年（1953年）
  - 4月1日 - 須恵村が町制施行して須恵町となる。（7町11村）
  - 7月5日 - 志賀島村が町制施行・改称して志賀町となる。（8町10村）
- 昭和29年（1954年）11月1日（10町8村）
  - 新宮村が町制施行して新宮町となる。
  - 和白村が町制施行して和白町となる。
- 昭和30年（1955年）4月1日（8町4村）
  - 2月1日 - 香椎町・多々良町が福岡市に編入。
  - 4月1日
    - 篠栗町・勢門村が合併し、改めて篠栗町が発足。
    - 新宮町・立花村が合併し、改めて新宮町が発足。
    - 古賀町・青柳村・小野村が合併し、改めて古賀町が発足。
- 昭和31年（1956年）9月30日 - 久原村・山田村が合併して久山町が発足。（9町2村）
- 昭和32年（1957年）3月31日 - 大川村・仲原村が合併して粕屋町が発足。（10町）
- 昭和35年（1960年）8月27日 - 和白町が福岡市に編入。（9町）
- 昭和46年（1971年）4月5日 - 志賀町が福岡市に編入。（8町）
- 平成9年（1997年）10月1日 - 古賀町が市制施行して古賀市となり、郡より離脱。（7町）

### 変遷表
| 明治22年以前 | 明治22年4月1日 | 明治22年 - 昭和19年             | 昭和20年 - 昭和29年            | 昭和30年 - 昭和64年          | 平成1年 - 現在      | 現在   |
| ------------ | -------------- | ------------------------------- | ------------------------------ | ---------------------------- | ------------------- | ------ |
| 表糟屋郡     | 久原村         | 久原村                          | 久原村                         | 昭和31年9月30日 久山町       | 久山町              | 久山町 |
| 表糟屋郡     | 山田村         | 山田村                          | 山田村                         | 昭和31年9月30日 久山町       | 久山町              | 久山町 |
| 表糟屋郡     | 篠栗村         | 昭和2年1月1日 町制              | 篠栗町                         | 昭和30年4月1日 篠栗町        | 篠栗町              | 篠栗町 |
| 表糟屋郡     | 勢門村         | 勢門村                          | 勢門村                         | 昭和30年4月1日 篠栗町        | 篠栗町              | 篠栗町 |
| 表糟屋郡     | 仲原村         | 仲原村                          | 仲原村                         | 昭和32年3月31日 粕屋町       | 粕屋町              | 粕屋町 |
| 表糟屋郡     | 大川村         | 大川村                          | 大川村                         | 昭和32年3月31日 粕屋町       | 粕屋町              | 粕屋町 |
| 表糟屋郡     | 須恵村         | 須恵村                          | 昭和28年4月1日 町制            | 須恵町                       | 須恵町              | 須恵町 |
| 表糟屋郡     | 宇美村         | 大正9年10月20日 町制            | 宇美町                         | 宇美町                       | 宇美町              | 宇美町 |
| 表糟屋郡     | 志免村         | 昭和14年2月17日 町制            | 志免町                         | 志免町                       | 志免町              | 志免町 |
| 表糟屋郡     | 箱崎町         | 昭和15年12月26日 福岡市に編入   | 福岡市                         | 福岡市                       | 福岡市              | 福岡市 |
| 表糟屋郡     | 多々良村       | 多々良村                        | 昭和25年4月1日 町制 多々良町   | 昭和30年2月1日 福岡市に編入  | 福岡市              | 福岡市 |
| 裏糟屋郡     | 香椎村         | 昭和18年2月11日 町制            | 香椎町                         | 昭和30年2月1日 福岡市に編入  | 福岡市              | 福岡市 |
| 裏糟屋郡     | 和白村         | 和白村                          | 昭和29年11月1日 町制           | 昭和35年8月27日 福岡市に編入 | 福岡市              | 福岡市 |
| 裏糟屋郡     | 新宮村         | 新宮村                          | 昭和29年11月1日 町制           | 昭和30年4月1日 新宮町        | 新宮町              | 新宮町 |
| 裏糟屋郡     | 立花村         | 立花村                          | 立花村                         | 昭和30年4月1日 新宮町        | 新宮町              | 新宮町 |
| 裏糟屋郡     | 席内村         | 昭和13年4月17日 町制改称 古賀町 | 古賀町                         | 昭和30年4月1日 古賀町        | 平成9年10月1日 市制 | 古賀市 |
| 裏糟屋郡     | 青柳村         | 青柳村                          | 青柳村                         | 昭和30年4月1日 古賀町        | 平成9年10月1日 市制 | 古賀市 |
| 裏糟屋郡     | 小野村         | 小野村                          | 小野村                         | 昭和30年4月1日 古賀町        | 平成9年10月1日 市制 | 古賀市 |
| 那珂郡       | 志賀島村       | 志賀島村                        | 昭和28年7月5日 町制改称 志賀町 | 昭和46年4月5日 福岡市に編入  | 福岡市              | 福岡市 |

### 1922年の小作人争議
1921年（大正10年）末、米価が暴落し、地主たちが小作人の米の売却を邪魔したことから小作人は困窮し、さらに肥料代や雇人の給料が値上がりしたことから、1922年（大正11年）6月、席内、青柳、小野、立花、新宮の5か村の小作人約1000名が小作人組合を結成し、各村の地主に対して小作料の軽減を要求、地主側も団結してこれを拒絶すると、小作人組合は「小作料を値下げするまで耕作せず、これを破った組合員は厳罰に処す」と対抗したため、郡農会や関係村長が仲裁に入り、地主側が要求を飲むに至った。しかし新宮村の大地主・堺豊三郎（1868年生）のみが要求を拒絶しつづけたため、小作人は土地30町歩を返還、豊三郎は代わりに天草郡や筑豊から小作人を集めて耕作させようとしたが、結局小作料値下げを飲み、さらに肥料代を援助することにより収束した。

## 行政
歴代郡長
| 代 | 氏名 | 就任年月日                | 退任年月日                | 備考                   |
| -- | ---- | ------------------------- | ------------------------- | ---------------------- |
| 1  |      | 明治11年（1878年）11月1日 |                           |                        |
|    |      |                           | 大正15年（1926年）6月30日 | 郡役所廃止により、廃官 |

郡長を務めた主な人物
- 辻山治平
- 権藤貫一